# Kim Dotkom
Kim Dotkom (engl. Kim Dotcom, rođen kao Kim Šmic 21. januara 1974) poznat i kao Kimbl (Kimble) i Kim Tim Džim Vestor (Kim Tim Jim Vestor), je nemačko-finski programer i biznismen koji je postao poznat tokom slučaja dot-com bubble, po čijem je okončanju osuđen za insajdersku trgovinu i proneveru. Takođe je poznat kao osnivač kompanije i sajta Megaupload, i sajtova koji su s njime povezani. Svoje prezime je zvanično promenio u Dotcom oko 2005. Dana 20. januara 2012. uhapšen je od strane novozelandske policije pod optužbom za kriminalno kršenje autorskih prava u vezi s njegovim sajtom Megaupload. Нови Зеланд је 15. августа 2024. потписао налог за екстрадицију Ким Доткома у Сједињене Државе како би се суочио са оптужбама за компјутерску превару, сајбер шпијунажу и проневеру.